# Isopisthus parvipinnis
Isopisthus parvipinnis es una especie de pez de la familia Sciaenidae en el orden de los Perciformes.

## Morfología
• Los machos pueden llegar alcanzar los 25 cm de longitud total y 240 g de peso.

## Alimentación
Come principalmente  camarones.

## Hábitat
Es un pez de clima tropical y demersal que vive hasta los 45 m de profundidad

## Distribución geográfica
Se encuentra en el  Atlántico occidental: desde Costa Rica hasta el sur del Brasil.

## Uso comercial
Es importante como alimento para los humanos

## Observaciones
Es inofensivo para los humanos.